# أولدابروك
أولدابروك Oldebroek  هي مدينة وبلدية بمقاطعة خيلدرلند، هولندا.

## طوبوغرافيا
خريطة طوبوغرافية هولندية لبلدية أولدابروك، يونيو 2015، (تقرأ بعد ثلاث نقرات على الخريطة).